# Выброс пути
Выброс пути — характерное изменение железнодорожного пути в плане в результате самопроизвольной разрядки температурного напряжения в рельсах пути. За время около 0,2 с образуется резкое искривление рельсов (до 0,3—0,5 м на длине 20—40 м) с несколькими волнами в горизонтальной плоскости. Рельсы приобретают остаточные деформации и становятся непригодными для работы в пути, часть шпал раскалывается, щебень с балластной призмы отбрасывается. Выброс пути является серьёзной угрозой безопасности движения поездов: при возникновении выброса пути движение поездов на участке закрывается.
Одной из версий крушения поезда «Аврора» являлся выброс пути.

## Причины образования
Рельс длиной l, нагретый на Δt, удлинился бы на величину λt:
{\displaystyle \lambda _{t}=\alpha l\Delta t},
где α = 11,8·10-6 °C-1 — коэффициент температурного расширения стали.
Однако удлинению рельса препятствуют сила трения в накладках стыка и силы сопротивления в опорах. Для упрощения расчётов силы сопротивления в опорах заменяются погонным сопротивлением p – суммой сил сопротивления, отнесённой к длине участка. В рельсе образуется деформация сжатия:
{\displaystyle \lambda _{\sigma }={\frac {P_{H}l}{EF}}},
где PH – сила сопротивления в стыке;

E = 2,06·105 МПа  — модуль упругости рельсовой стали;

F — площадь сечения рельса.
Приравнивая λt=λσ, получаем температурный перепад, при котором преодолевается сила трения в накладках:
{\displaystyle \alpha l\Delta t={\frac {P_{H}l}{EF}}},
отсюда
{\displaystyle \Delta t={\frac {P_{H}}{\alpha EF}}}
На концах рельса появятся подвижные участки длиной lt, которые по мере возрастания температурного перепада будут увеличиваться, а в середине рельс останется неподвижным. Сила, препятствующая удлинению рельса:
{\displaystyle P=P_{H}+pl_{t}}.
Если годовые температурные деформации рельсов превышают наибольшие конструктивные зазоры (21 мм для Р50 и 23 мм для Р65 и Р75), то зимой зазоры растягиваются, и возникает опасность среза стыковых болтов, а летом зазоры замыкаются, и возникает торцевое давление рельсов друг на друга. При этом в рельсе могут возникать значительные сжимающие силы, которые при неблагоприятных обстоятельствах могут привести к нарушению устойчивости пути — температурному выбросу.

## Предотвращение
При укладке звеньевого пути стыковые зазоры должны устанавливаться в зависимости от температуры рельсов во время укладки. При эксплуатации звеньевого пути, по условию его устойчивости, допускается иметь не более двух нулевых зазоров подряд, кроме случаев, когда эти зазоры являются номинальными.
В бесстыковом пути удлиняются или укорачиваются только концы рельсовых плетей, средняя часть плети остаётся неподвижной. Возникающее в неподвижной части рельса напряжение σ не зависит от типа и длины рельса.
{\displaystyle \sigma ={\frac {P}{F}}=\alpha E\Delta t}.
Изменение температуры рельса на 1 ℃ вызывает изменение напряжения на 2,5 МПа. Для сравнения, при движении подвижного состава растягивающие напряжения в рельсе достигают 100—140 МПа, сжимающие — 120—160 МПа.
Бесстыковые рельсовые плети закрепляются в определённом температурном интервале. По условиям прочности рельса и устойчивости пути определяются допустимые напряжения растяжения и сжатия и соответствующие им перепады температур Δtр и Δtс. Отнимая от наивысшей температуры рельса Δtр, получаем минимальную температуру закрепления, прибавляя к минимальной температуре рельса Δtс — максимальную температуру закрепления. Закрепление рекомендуется производить при температуре, лежащей в верхней трети расчётного температурного интервала.
При отличии температуры рельса при закреплении от оптимальной, рельсовая плеть вводится в температурный режим путём принудительного изменения её длины при помощи гидравлического натяжного устройства. Если диапазон температур закрепления меньше 7—10 °C или даже отрицательный, то эксплуатация бесстыкового пути температурно-напряжённого типа невозможна без разрядок напряжения. Для этого используются уравнительные плети, рельсы в которых периодически заменяются на более длинные или более короткие, либо уравнительные приборы.